# Montañas de Huapí
Las Montañas de Huapí o Cordillera de Wapi es una zona montañosa emplazada en el centro de Nicaragua.  
Las montañas de Huapi son una ramificación de la formación de Siguatepe, que se extiende en dirección oriental llegando a inmediaciones de la laguna de Perlas.
Entre los cerros de la zona se destacan los Cerros Chatos, de la Cincha y de la Flor. A la zona la surcan diversos ríos y arroyos, tales como Guineal, Jabalí, Kuswa, Sucio, Tagua, Tapalwas y Tawa.

## Fauna

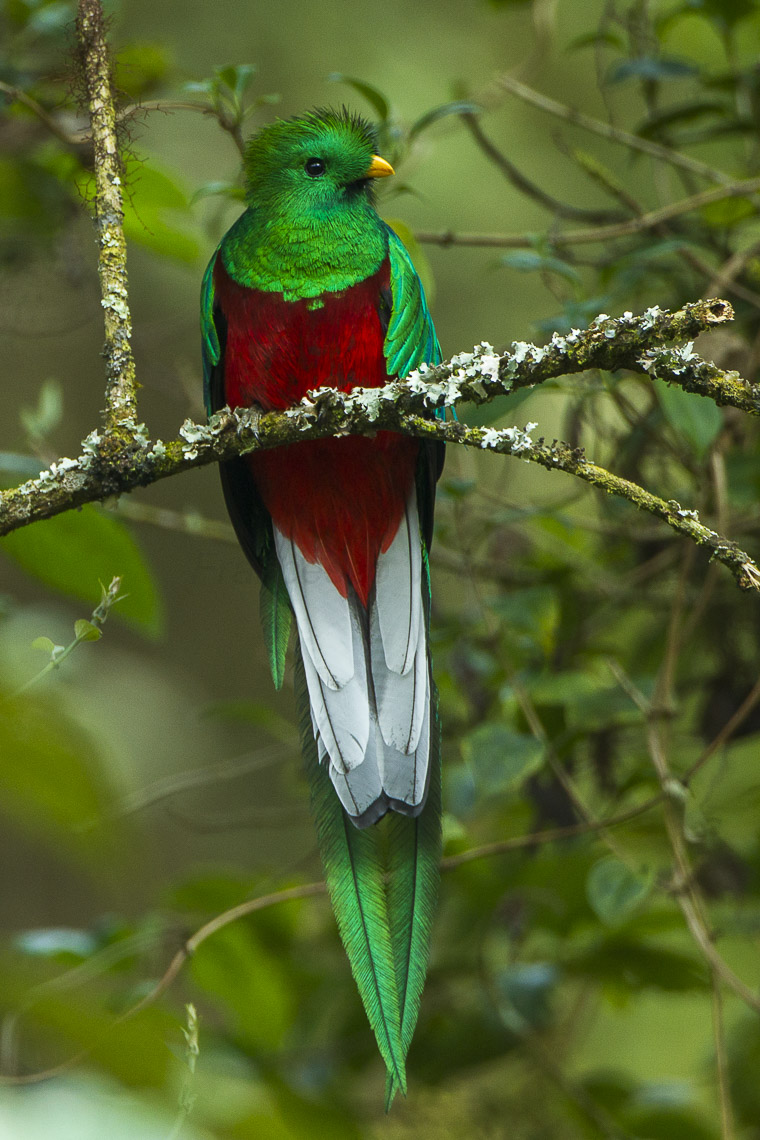
Ejemplar de quetzal, que habita en la zona de las montañas Huapí.

La fauna que habita en las montañas de Huapí, es propia de selvas lluviosas. La misma comprende el jaguar, el danto, diversos tipos de monos, la guacamaya, el quetzal, el águila harpía y serpientes.